# Раде Милић
Раде Милић (Београд, 7. јун 1978) српски је археолог, друштвени активиста и стручњак за културно-историјско наслеђе Београда, као и примену савремених технологија у промовисању културнe баштине Србије.
Кроз организовање, руковођење и учешће у више пројеката, од којих је већина међународног карактера, Раде Милић је увео нове начине презентације културног и историјског наслеђа Србије и њеног повезивања са европским и светским културним наслеђем. Предано и систематски, отворио је проучавање у Србији недовољно развијене области истраживања урбаних средина кроз археолошку призму руководећи пројектима истраживањa урбане археологије Београда, која сведочи о динамичној прошлости града и богатој културној баштини. Поред истраживања, Раде Милић је савременим презентацијама и интерактивним изложбама успешно прекорачио баријеру између података о развоју и историји града којима располаже струка, и њихове доступности јавности.
Раде Милић је од 2010. године председник Управног одбора Центра за урбани развој.

## Образовање
Школовање је започео у Москви (1983—1987), тадашњем Совјетском Савезу, где му је отац службовао као руководилац представништва ЈУГОТУРС-а за исток. По повратку у Југославију, образовање је наставио у основној школи „Бранко Ћопић” на Видиковцу. Потом је уписао Геолошку и хидрометеоролошку школу „Милутин Миланковић” коју завршава 1998. године као геолошки техничар и хидрогеолог. У току школовања, знатижељу и научни приступ развијао је у Истраживачкој станици Петница. Своје образовање наставио је на студијама археологије на Филозофском факултету Универзитета у Београду, где је стекао звање дипломирани археолог.
Током студија, Раде Милић своје образовање допуњује у оквиру друштвено ангажованих институција, невладиног сектора и неколико семинара: Intеrnational republican institute (IRI) (2000); Ненасилне политичке борбе Будимпешта (2000); Стратешко планирање (2002); Београдска отворена школа (БОШ); Тимски рад (2003); Београдски фонд за политичку изузетност (БФПИ); семинари „Србија у европским интеграцијама” (2004), „Вредности у политици” (2004); семинар „Протокол” (2005). За потребе археолошких истраживања пролази и ронилачку обуку у оквиру ронилачког тима за подводна археолошка истраживања „Хидроархеолог”.

## Археолошко истраживање
Још у првој години студија прикључио се кампањи ископавања на најзначајнијем неолитском локалитету у Србији, „Белом брду” у Винчи. Наредних шест година, све до 2004. године, учествује у ископавању и обради археолошког материјала са овог локалитета. Током 1999. године у Црној Гори где као члан археолошке екипе радио је на античком локалитету Доклеа, Дукља код Подгорице. Током 2003. године радио је на конзервацији метала у Народном музеју у Београду обрађујући оставу новца из Виминацијума и обради налаза од керамике у Музеју града Београда. Током две године од 2009. био је ангажован у Словенији од стране приватне агенције за археолошка ископавања „Магелан” и учествује у истраживању највеће некрополе из доба сеобе народа, археолошког локалитета Лајх у Kрању. Већ наредне године учествовао је у заштитним ископавањима Главни трг – Тавчарјева у истом граду.
Крајем 2010. године, у оквиру Центра за урбани развој покренуо је пројекат „UNDERГРАД – подземни свет Београда”. Циљ пројекта је истраживање, документовање и презентација подземних простора Београда. Од 2013. године пројекту се прикључује URBEX Србија. До сада је евидентирано преко стотину објеката на територији града Београда. Нови израз настао је у споју научно-популарне урбане и индустријске археологије са герилском фотографијом. Широј јавности је подземље представљено путем бројних промоција, трибина, дебата, округлих столова и изложби. Јавности је представљен фото и видео материјал који пружа увид у део тајне београдског подземља, што је омогућило Београђанима да завире у свет изнад кога свакодневно корачају. UNDERГРАД је добио награду Града Београда „Звезде Београда” као један од најбољих пројеката који се брине о наслеђу престонице.
Резултати истраживања објављени су у култној књизи „Београд испод Београда” др Видоја Голубовића и публицисте Зорана Љ. Николића.
Свестан проблема недовољне комуникације археологије и друштва, од 2012. године, Раде Милић реализовао је програм студентске праксе за студенте археологије на одељењу за археологију Филозофског факултета Универзитета у Београду. Пракса под називом „Kомуникација археологије” има задатак да оспособи студенте археологије за ефикасну комуникацију струке са јавношћу.
Као координатор активности, у периоду од 2013. до 2016. године, реализовао је низ пројеката дигитализације културне баштине у сарадњи са Археолошком збирком Филозофског факултета у Београду и Архитектонским факултетом: „Дигитална реконструкција античке гробнице у Брестовику”, „Castrum Novae – дигитализација документације са ранијих истраживања и израда 3Д реконструкције”, „Дигитализација и презентација налазишта млађих праисторијских култура у новопазарском крају”.
Током 2017/2018. учествовао је као члан комисије и стручни сарадник у раду на обради збирке „Легат др Александра Костића – ГО Гроцка” (ГО Гроцка и Центар за културу Гроцка у сарадњи са Музејом града Београда).

## Међународни пројекти
Раде Милић је сарадник већег броја међународних европских пројеката који имају за циљ очување и презентацију културне баштине уз помоћ најновијих дигиталних технологија. У презентацију културне баштине уводи апликације за мобилне телефоне и таблет рачунаре базиране на технологији проширена стварност (Augmented Reality, AR), виртуелној реалности VR.
Од 2006. до 2007. године био је сарадник „Пројекта Београд” који је промовисао Град Београд на X Архитектонском венецијанском бијеналу архитектуре, за које је пројекат добио бројне награде и признања.
Од 2012. до 2015. године, био је координатор пројекта „Tech tour” („Techcooltour”), који је добио подршку у оквиру програма Европске комисије ЦИП (Competitiveness and innovation). Основа пројекта, у коме је као правно лице учествовао Центар за урбани развој, јесте у технологији заснованој на Проширеној реалности уз помоћ које су се промовисале две културне руте: Римска и Византијска.
Од 2016. до 2018. године био је сарадник на пројекту „diStory - Digital Stories of Small Historic Towns” – јединствена међународна дигитална платформа која уз помоћ нових технологија обједињује интерпретацију и промоцију културног наслеђа у малим градовима са богатим културним и историјским наслеђем, са циљем да културна баштина постане приступачна и атрактивна за нову дигиталну публику (Creative Europe 2016).
Од 2016. до 2020. године био је сарадник на пројекту Heritage Hubs - пројекат има за циљ да подстакне учешће младих у препознавању, заштити и одржавању културног наслеђа. Посебан допринос пројекта је увођење нових дигиталних алата као дидактичког средства у школску наставу од наслеђу. (Creative Europe - Cultural Heritage 2018 – EACEA) Европска година културног наслеђа.
Од 2017. до 2020. године, Раде Милић је стручни сарадник у креирању апликације Холоград за Android и IOS мобилне телефоне и таблете. Уз помоћ АР технологије, у посебним секцијама, у оквиру ове апликације се налазе се прикази античке културне баштине у Србији. Апликација садржи: Хекату (Београд), Констанције II (Сремска Митровица), Кибела, Галерије и Дионис (Феликс Ромулијана).

## Новинарство
Раде Милић се почетком 2000-их активно бавио истраживачким новинарством, док је данас присутан у јавности у оквиру емисија и прилога посвећених културно-историјском наслеђу. Као истраживачки новинар сарађивао је у продукцији емисије „Само вас гледамо“ која се емитовала на ТВ Студио Б (2000/01), и био је уредник и водитељ емисије „Трагач” РТС – на таласима Радио 202 (2001/02).

## Друштвено и политичко ангажовање
Стасао у београдским дисидентским круговима, Раде Милић је узео учешћа у политичком животу Србије у преломном периоду краја 20. и почетка 21. века. Као ученик средње школе учествовао је у студентским и грађанским демонстацијама током 90-их. Студије на кратко прекида 1999. када се прикључује Студентском, касније Народном покрету ОТПОР као члан прес службе. Годину дана свакодневно се активно ангажује у свим кампањама и акцијама покрета. Током овог периода био је хапшен и прогањан од стране режима Слободана Милошевића. Искуство Радета Милића, као непосредног сведока и учесника бурних година које су обележиле крај Милошевићеве ере описано је у књизи Тине Роземберг, новинарке Њујорк тајмса и добитнице Пулицерове награде (Tina Rosenberg  “Join The Club: How Peer Pressure Can Transform the World”). Након демократских промена, Раде Милић је постао и први председник слободног Савеза студената Филозофског факултета Универзитета у Београду и шеф Медиа тима Савеза студената Београда (2000/01). У ОТПОР се поново враћа 2001. године као координатор Регионалног одбора Београд, члан Управног и Извршног одбора све до 2003. године, када покрет престаје са радом. Током овог периода изабран за члана комисије Владе републике Србије за искорењивање корупције на Београдском универзитету формиране од стране премијера Зорана Ђиниђића. Политику дефинитивно напушта 2003. године, остаје једино одборник у скупштини Градске општине Врачар до 2008. године, када одбија да се поново кандидује.